# Gustav-Adolf Mossa
Gustav-Adolf Mossa (* 28. Januar 1883 in Nizza; † 25. Mai 1971 ebenda) war ein französischer Maler des Symbolismus.  Er war der Sohn des Malers Alexis Mossa,  der viele Plakate für den Karneval von Nizza entwarf und die Karriere seines Sohns sehr beeinflusste. 
Gustav-Adolf Mossa war ein verspäteter Symbolist und bekam Anregungen von Gustave Moreau, Lucien Lévy-Dhurmer, Edgar Maxence oder auch Émile-René Ménard. Er ließ sich auch von literarischen Werken treiben, etwa von denen eines Stéphane Mallarmé, Charles Baudelaire, Joris-Karl Huysmans, weiter spielten Meister des Quattrocento, die Präraffaeliten und Künstler des Jugendstils eine große Rolle in der Entwicklung Mossas. Die wichtigsten Werke fertigte er allesamt bis 1918 an. Die meisten seiner symbolistischen Bilder wurden erst nach seinem Tod entdeckt. 

## Leben
Gustav-Adolf Mossa wurde als Sohn der Italienerin Marguerite Alfier und des französischen Malers Alexis Mossa geboren. Schon früh interessierte er sich für die Malerei. Ein Bild seines Vaters stellt ihn als malenden Neunjährigen dar. Sein Vater, der seit 1873 beim Karneval von Nizza mitarbeitete, wurde sein Lehrer. Bis 1900 studierte Gustav-Adolf an der Hochschule für Bildende Künste in Nizza; dort freundete er sich mit dem Jugendstil an. Parallel dazu unterrichtete ihn sein Vater in der Kunst der Landschaftsmalerei (Aquarelle) rund um Nizza und im Hinterland. 
Ab 1900, nach dem Besuch der Weltausstellung Paris 1900, wurde Mossa zum Symbolisten. Er verließ die Hochschule und widmete sich nebenbei dem Verfassen von Theaterstücken und Gedichten. 
Im Jahre 1901 schuf Mossa sein erstes symbolistisches Werk: Salomé ou prologue du Christianisme. Zur selben Zeit begleitete er seinen Vater mehrmals nach Italien, wo er Genua, Pisa, Siena und vor allem Florenz besuchte. Er trat in die Fußstapfen des Vaters und fertigte seine ersten Werke für den Karneval von Nizza an. Ende 1902 kehrte er nach Nizza zurück, wo er bei einem künstlerischen Wettkampf im Rahmen des Karnvelas teilnahm. 1903 reiste er wieder mit dem Vater nach Mantua, Padua und Venedig. 
Die Zeit zwischen 1904 und 1911 kennzeichnete ein besonders fruchtbares Schaffen: Symbolismusmalerei, Karnevalszenen, Aquarellzeichnungen von Landschaften, Gedichte, Theaterstücke. 
Im Jahre 1908 heiratete er Charlotte-Andrée Naudin. 1911 reüssierte er anlässlich einer Ausstellung in der Galerie Georges Petit in Paris. Dann entdeckte er die altniederländische Malerei und verließ den Symbolismus. Im Laufe des Jahres 1913 hielt er in Nizza und Paris mehrere Ausstellungen ab, die von der Musik Robert Schumanns inspiriert waren. Im Ersten Weltkrieg wurde er bereits 1914 eingezogen und schwer verwundet. Aufgrund dieses Erlebnisses entstand 1916 das Werk Les tristes heures de la guerre.
Seine Ehe scheiterte 1918 und im folgenden Jahr starb seine Mutter. Mossa setzte sein Schaffen mit weniger Intensität fort, malte fortan Landschaften und Illustrationen und betätigte sich schriftstellerisch. Im Jahre 1925 heiratete er Lucrèce Roux, sie starb 1955. 
Nach dem Tod seines Vaters (1926) folgte er ihm als Konservator am Musée des Beaux-Arts de Nice nach. Nach dem Tod seiner zweiten Frau heiratete er Marie-Marcelle Butteli, die er „Violette“ nannte. 
Nach seinem Tod wurde sein Symbolismus-Oeuvre wiederentdeckt. Er hatte es selbst vor seinen Bekannten verborgen. Die Öffentlichkeit kannte ihn hauptsächlich als Künstler im Rahmen des Karnevals von Nizza.

## Œuvre
Mossa war ein sehr vielfältiger Künstler. Er hinterließ – neben seinen Bildern – eine große Anzahl von Texten und Opernlibretti sowie andere lyrische Stücke. Es ist unumgänglich, sein Schaffen in Zusammenhang mit Musik, Malen und Literatur zu sehen. Eine Ideenquelle waren die großen französischen Schriftsteller, die er verschlang, vor allem Baudelaire. 
Seine Werke sind oft dramatisch durchkomponiert, seine Zeichnungen peinlich genau durchgeführt und oft karikaturenhaft. Sie analysieren Lebenssituationen und zeugen von psychologischer Klarheit. Das Werk von Mossa spielt als Ganzes auf Mythen und Erzählungen an, die er der Psychoanalyse unterzieht: Es geht um Konflikte des Lebens- und des Todestriebs. Etwa bei „Salomé“ aber auch bei „Samson et Dalila“. 

## Werkübersicht
- Salomé ou prologue du Christianisme (1901)
- Circé (1904), huile sur toile. Musée Fin-de-Siècle, Bruxelles
- Judith et Holopherne (1904)
- La sirène repue, Le baiser d’Hélène, Dalila s’amuse et Le Fœtus (1905)
- Pierrot s’en va, Elle, Lui, La Sphinge, Valse macabre, Suzanne et les vieillards und Leda (1906)
- Une charogne (1906), Öl auf Leinwand. Musée Fin-de-Siècle, Bruxelles
- Eva Pandora (1907), Öl auf Leinwand. Musée Fin-de-Siècle, Bruxelles
- Le Vice, Esther, Femme aux oenocoes, La Harpyie et Rubria (1907)
- Les Mortes (1908), vermischte Technik auf Papier. Musée Fin-de-Siècle, Bruxelles
- Christus, Salomon et Salomé (1908)
- Le coq et la perle (1909)
- Bruges la morte (1911)
- Les tristes heures de la guerre (1916)
- Sourire de Reims (1918)
- La Ronde des Sylphes (1913 av)

## Illustrationen
- Hyalis, le petit faune aux yeux bleus de Samain, chez Ferroud, (1918).
- Le petit soldat de plomb d’Anatole France, chez Ferroud, (1919).
- Xanthis ou la vitrine sentimentale de Samain, chez Ferroud, (1920).
- Les sept femmes de Barbe-Bleue d’Anatole France, chez Ferroud, (1921).
- La leçon bien apprise d’Anatole France, chez Ferroud, (1922).
- La ceinture de Vénus, (1923).
- Zadig ou la destinée de Voltaire, chez Ferroud, (1924).
- La légende des saintes Oliverie et Liberette, chez Ferroud, (1924).
- Madame de Luzy d’Anatole France, chez Ferroud, (1927).
- Hérodias de Flaubert, chez Ferroud, (1927).
- Le barbier de Séville de Beaumarchais, chez Ferroud, (1930).
- Chansons niçoises, chez Delrieu. 1953, 12 illustrations coloriées à la main par Mossa.

## Bibliographie
- Collectif Association Symbolique Mossa et préface de Jean Roger Soubiran, Gustav-Adolf Mossa. Catalogue raisonné des œuvres symbolistes, Paris, Somogy Éditions d’Art, 2010, 528 S. (ISBN 978-2-7572-0364-4)
- Yolita René, Jean-Roger Soubiran, L’œuvre secrète de Gustav-Adolf Mossa, Ausstellungskatalog, Namur, Musée Félicien Rops, 30. Januar – 16. Mai 2010, Namur : Musée provincial Félicien Rops; Province de Namur, 2010
- Carine Marret, L’Agonie du jour, Kriminalroman, Verlag Baie des Anges, 2012 (die Handlung wurde rund um Mossas Gemälde Pierrot s’en va gesponnen)